# Charles de Foucauld
Charles de Foucauld (født 15. september 1858 i Strasbourg, Frankrig, død 1. december 1916 i Tamanrasset, Algeriet) var en romersk-katolsk præst, eremit og ordensgrundlægger.

## Biografi
Charles de Foucauld voksede op i en adelig familie. Som 6-årig mistede han og hans søster Marie deres forældre og arvede en stor formue. Bedstefaderen, der var officer, tog sig af deres opdragelse. I 1876 fulgte han i bedstefaderens fodspor og blev optaget i militærakademiet i Saint-Cyr. Uddannet som fransk officer blev han udstationeret i Algeriet, hvor han var indtil 1882.
Som ung officer levede de Foucauld et udsvævende liv. Han blev kendt for sit store forbrug af foie gras og champagne, og for sin elskerinde, Mimi, som han medbragte til alle officersfester – til stor irritation for de andre officerer, som anså det for usømmelig opførsel. Da de Foucauld blev bedt om at holde hende væk, tog han sin afsked fra hæren, men genindtrådte, da han erfarede, at hans division var blevet angrebet af en arabisk stamme og havde lidt store tab.
I Algeriet kæmpede de Foucauld mod araberne, men begyndte at få respekt for dem. Han var bevæget over den store gæstfrihed, han fandt i selv de fattigste muslimske hjem, og begyndte at lære arabisk. Herefter studerede han Koranen og senere Biblen.
I 1882 tog de Foucauld endelig afsked med hæren. I årene herefter var han med på ekspeditioner i Marokko, Syd-Algeriet og Tunesien, hvor han bl.a. studerede Sahara-ørkenens topografi.
I 1886 bosatte han sig i Paris, hvor han fortsatte med at studere arabisk og islam. De Foucauld var i disse tider meget optaget af troens spørgsmål og besøgte flere kirker, hvor han bad Gud om at give et tegn på sin eksistens. I oktober 1886 opsøgte han abbé Henri Huvelin, præst ved Saint-Augustin kirken i Paris. De Foucauld bad om at få noget at vide om troen, men Huvelin beordrede de Foucauld til at knæle og bekende sig til Gud. De Foucauld svarede, at det ikke var det, han var kommet for, men Huvelin fortsatte: Bekend! De Foucauld har senere fortalt, at det var i det øjeblik, han kom til at tro på Gud og blive kristen. Senere fulgte tre vigtige begivenheder: Huvelin holdt en prædiken, hvor han sagde, at Jesus tog sidstepladsen. De Foucauld besluttede sig for at han ville være med Jesus på denne sidsteplads. Han besøgte et trappist–kloster og så en munk, der gik rundt i nedslidt tøj. De Foucauld besluttede sig for, at han også ville være så fattig. Endelig besøgte han i vinteren 1888-1889 Nazareth og besluttede sig for at han ville leve som Jesus, uden status og magt.
I 1890 indgik de Foucauld i trappist-ordenen – han havde ventet 3 år efter råd fra Huvelin. Tiden i trappist-ordenen var ikke uden problemer. Ordenen ønskede, at han skulle blive præst, mens de Foucauld drømte om at leve et liv som eneboer i ørkenen. Seks måneder efter at være indtrådt i ordenen blev han efter eget ønske sendt til et kloster i Syrien. Her blev han sat til at lede et vejarbejde, som munkene udførte. De Foucauld var utilfreds med denne stilling, da han netop ønskede at være "den sidste" og ikke en, der gav ordrer til andre. Han begyndte at nedskrive regler for, hvad han mente var korrekt kristen opførsel. Munke måtte ikke eje noget, men leve så simpelt som muligt.
I 1897 flyttede de Foucauld til Palæstina og gik til hånde som arbejdsmand ved et kloster i Nazareth. Endelig, i 1901 blev han ordineret som præst og rejste til Sahara, nær Marokko, for at leve som en eremit-missionær blandt ikke-kristne. Også her skrev han regler for et lille samfund af kristne, som han drømte, ville leve med ham i ørkenen. Sådanne fæller, skrev han, måtte være parat til at få deres hoveder skåret af, dø af sult og være villige til at adlyde ham ”trods hans ringhed”.
Resten af sit liv levede de Foucauld her, først nær en fransk militærbase, senere i en tuareger landsby i Syd-Sahara. Her brugte han tiden på bøn, besøg af tuaregerne samt arbejde med at lave en tuaregisk ordbog og grammatik, en oversættelse af Det Nye Testamente til tuaregisk samt oversættelser af tuaregisk poesi. Han spiste og sov så lidt som muligt. Tuaregerne respekterede ham for hans gæstfrihed og hans fromhed. De Foucauld på sin side lod tuaregerne have deres tro i fred. Han mente ikke, at det gav mening at omvende muslimer til kristne.
I Frankrig lykkedes det de Foucauld at danne en lille gruppe af tilhængere, som gik under navnet l'Union des Frères et Sœurs du Sacré-Cœur (Foreningen af brødre og søstre af Det Hellige Hjerte). Den 1. december 1916 blev de Foucauld skudt af en gruppe røvere under en revolte, vendt mod den franske kolonimagt. Efter hans død blev de Foucauld kendt ikke mindst gennem hans biografi, skrevet af René Benzin i 1921. Inspireret af biografien grundlagde René Voillaume i 1936 fællesskabet Jesu Små Brødre. I 1939 grundlagde Madeleine Hutin Jesu små søstre. Der findes yderligere 16 forskellige menigheder, der bygger på de Foucaulds idéer.
Den 13. november 2005 blev Charles de Foucauld saligkåret af Pave Benedikt 16.